# 은척상업고등학교
은척상업고등학교는 경상북도 상주시 은척면에 있었던 공립 고등학교이다.

## 연혁
- 1979년 : 개교
- 2006년 : 폐교[1]

## 같이 보기
- 은척중학교